# Indusi

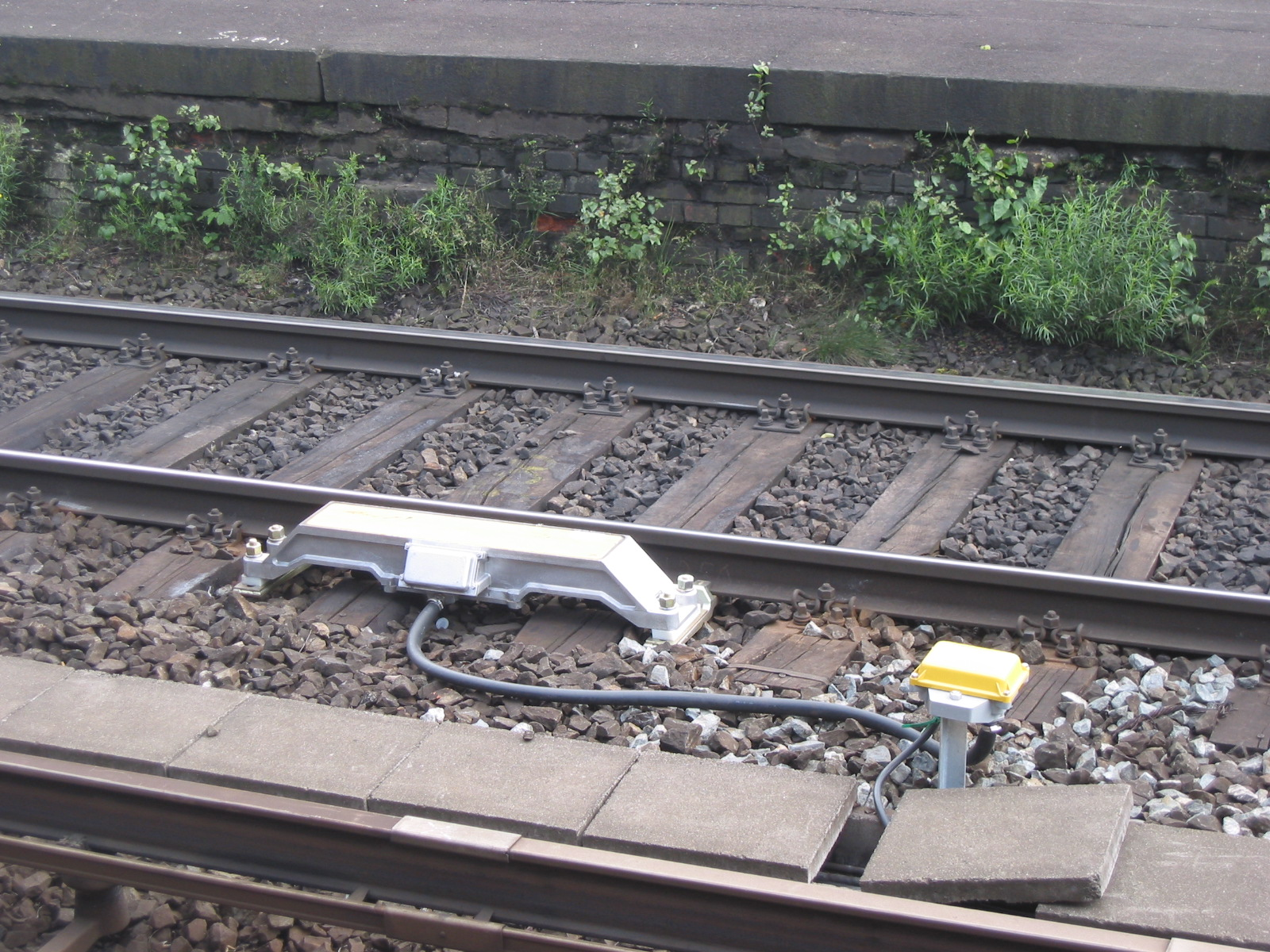
Magnet Indusi v koleji

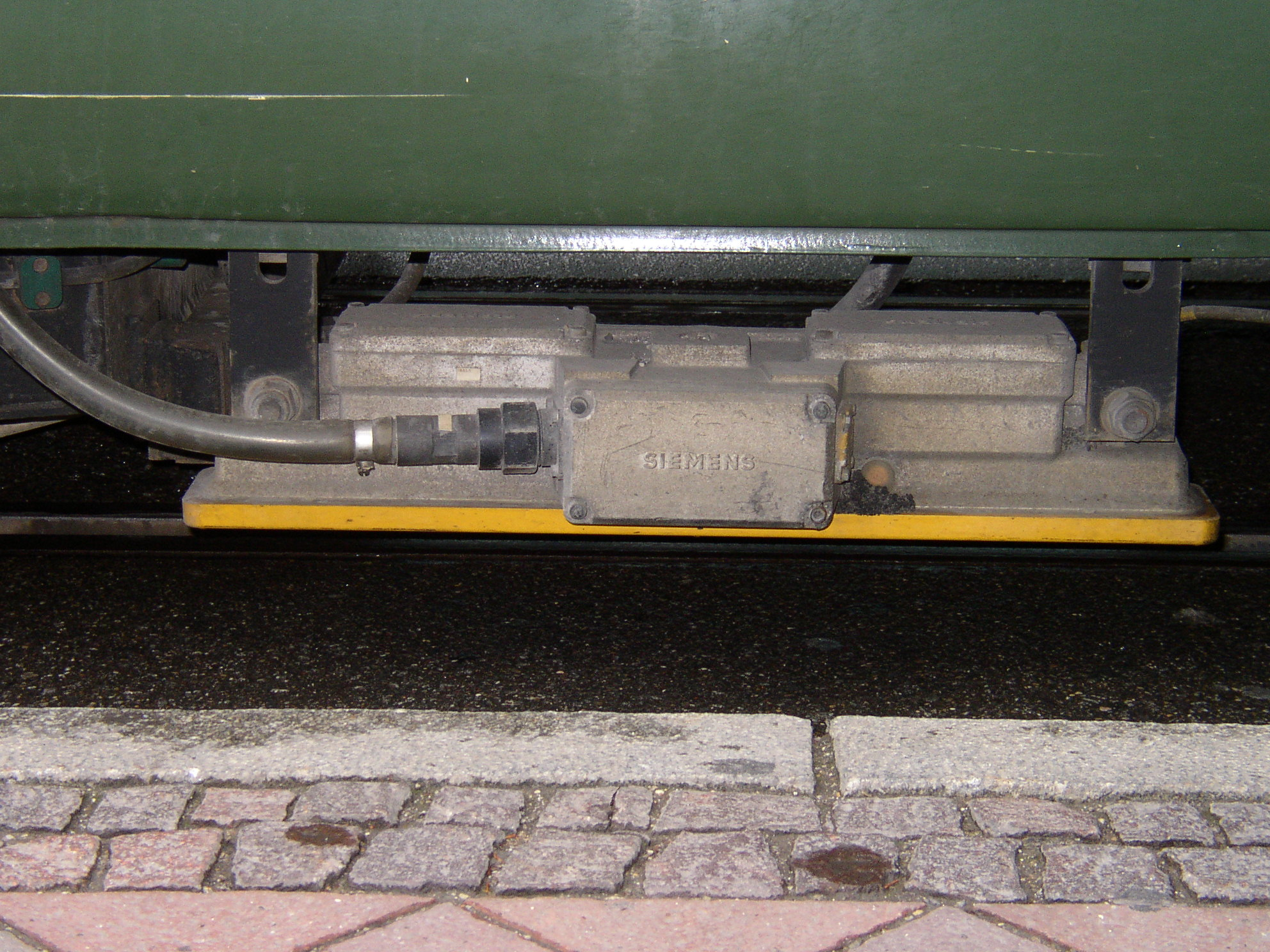
Vysílač na tramvaji GT4

Indusi (německy Induktive Zugsicherung – induktivní vlakové zabezpečení) a další vývojové stupně tohoto zařízení označované zkratkou PZB (německy Punktförmige Zugbeeinflussung – bodové ovlivňování vlaku) je vlakové zabezpečovací zařízení, u kterého dochází k přenosu návěstí na vozidlo v čele vlaku v jednotlivých bodech, jejichž poloha je obvykle vázána na polohu návěstidel.  K přenosu využívá rezonančních obvodů. Tento zabezpečovač se používá v  Německu, Rakousku, Rumunsku a na jedné trati v Kanadě.

## Funkce
Na vozidle se nachází vysílač složený ze tří rezonančních obvodů s frekvencemi – 500, 1000 a 2000 Hz. V koleji se nacházejí jednotlivé body  tvořené pasivními rezonančními obvody složenými z cívky, kondenzátoru a zkratovacího vypínače vázaného na polohu návěstidla. Jsou umístěny vně koleje u pravé kolejnice ve směru jízdy. V případě omezující návěsti je zkratovací vypínač rozepnut, při přiblížení vozidlové části dojde k rezonanci a tím i k poklesu napětí v příslušném rezonančním obvodu. Tím je na vozidlo přenesena informace o omezení jízdy. Pokud jej strojvůdce nerespektuje, nepřizpůsobí rychlost vlaku a neobslouží zařízení předepsaným způsobem, dojde k nouzovému zabrzdění. 
Význam jednotlivých frekvencí je tento:
- 1000 Hz – stůj nebo omezení rychlosti následuje po cca 1000 m. Používá se zejména u předvěstí, před trvalými omezeními rychlosti a před přejezdníky. Vypnuto (zkratováno), pokud cílová rychlost je větší než 100 km/h nebo pokud je přejezdové zařízení v činnosti.
- 500 Hz – stůj nebo omezení rychlosti následuje po cca 250 m. Umisťuje se 250 m před hlavním návěstidlem nebo začátkem pomalé jízdy. Vypnuto, je-li cílová rychlost vyšší než 30 km/h.
- 2000 Hz – stůj. Umisťuje se v úrovni hlavních návěstidel. Při projetí následuje nouzové brzdění.

Ne vždy se používají všechny uvedené frekvence. Někde jsou instalovány pouze 1000 Hz magnety u předvěstí. V Rakousku nepoužívají 500 Hz magnety.

## Vývoj
Deutsche Reichsbahn (Německé říšské dráhy) vyzkoušely ve 20. letech 20. století několik systémů zabezpečení jízdy vlaků. Ze zkoušek vyšel jako nejlepší zabezpečovač založený na přenosu pomocí elektromagnetické indukce – Indusi. Již tehdy byly použity tři pracovní frekvence, které se používají dosud. Přestože základní princip přenosu zůstává stejný, vozidlová část prošla vývojem, který dal vzniknout následujícím typům:

### Indusi I 54
První standardní provedení tohoto zabezpečovače vzniklo v roce 1954 u Deutsche Bundesbahn (železnice Německé spolkové republiky) jako typ I 54. Zařízení pracuje tak, že po průjezdu nad 1000 Hz magnetem musí strojvedoucí obsloužit tlačítko bdělosti do 4 sekund, jinak dojde k aktivaci brzdy. Zároveň se spustí odpočítávání času, během kterého musí vlak snížit rychlost pod stanovenou hodnotu podle druhu vlaku. Pokud se tak nestane, dojde opět k nouzovému zabrzdění. 500 Hz magnet představuje další bod kontroly rychlosti. Opět, je-li překročena rychlost 30 km/h, dojde k nouzovému brzdění. Projetí přes 2000 Hz magnet je možné při obsloužení tlačítka „Befehl“, tj. „rozkaz“, což znamená, že strojvůdce obdržel rozkaz k projetí návěstidla v poloze „stůj“. Přitom nesmí rychlost překročit 40 km/h a je spuštěna akustická výstraha. 
Další verze tohoto zařízení nesla označení I 60.

### Indusi I 60 R
Protože funkce zařízení I 54 a I 60 byla časem v některých ohledech shledána nedostatečnou, byla vyvinuta další verze, která zároveň znamenala vstup mikroprocesorové techniky do železničního zabezpečovacího zařízení. V této verzi již bylo snižování rychlosti kontrolováno průběžně podle tzv. brzdné křivky. Při jejím překročení došlo k nouzovému zabrzdění. Další funkcí byla kontrola maximální rychlosti podle zadaného druhu vlaku, brzdících procent a způsobu brzdění – 165, 125 nebo 105 km/h. Při jejím překročení došlo k aktivaci brzdy, při poklesu rychlosti pod danou mez došlo k samočinnému odbrzdění.

### PZ80
U Deutsche Reichsbahn (železnice v Německé demokratické republice) byl v 80. letech vyvinut vlastní bodový zabezpečovač. Proti původnímu Indusi obsahoval některé další funkce – v režimu posunu při rychlosti do 40 km/h nereagoval na traťové magnety, nejvyšší rychlost vlaku bylo možno volit po krocích 10 km/h; nouzové brzdění zasáhlo při překročení této rychlosti o 6 km/h, po poklesu rychlosti došlo k odbrzdění. Kontrola rychlosti po minutí 1000 Hz magnetu se odvíjela od brzdné křivky. Dále byl implementován permisivní mód, který umožňoval projet návěst stůj omezenou rychlostí a pokračovat v jízdě podle rozhledu.

### PZB90
Po složitém vývoji byl v 90. letech dokončen nový systém PZB90. Cílem bylo zvýšení bezpečnosti a sjednocení obsluhy východo- a západoněmeckých zabezpečovačů. Zabezpečovače PZ 80 a I 60R mohou být softwarovou úpravou povýšeny na PZB90. Do starších zabezpečovačů I 60 bez mikroprocesoru je zabudována nová elektronická záznamová jednotka ER24, která přejímá i sledování brzdné křivky. 
Nový je u PZB90 takzvaný restriktivní mód, který vznikl jako reakce na nehody v Rüsselsheimu a Garmisch-Partenkirchenu, kdy strojvedoucí po zastavení u nástupiště zapomněl na postavení návěstidla a projel tak návěst „stůj“. Nyní je možné po projetí 1000 Hz magnetu po 200 nebo 250 m, případně po projetí 500 Hz magnetu okamžitě tlačítkem „PZB frei“ (frei = volno) zrušit omezení jízdy, samozřejmě jen pokud strojvedoucí nepochybně zaregistruje návěst povolující jízdu. Kritici tvrdí, že toto opatření přináší více škody (zdržení jízdy) než užitku (zabránění nehodám). V každém případě se nyní 500 Hz magnety umísťují až za místo pravidelného zastavení vlaku, i když jsou pak blíže k návěstidlu, než je předepsáno.
Od verze software 1.6 pro PZB90 se lehce změnily brzdné křivky – jde o kompromis mezi bezpečnostními požadavky a požadavky na plynulost dopravy.

## Použití pro kontrolu rychlosti
Další možností použití zabezpečovače tohoto typu je kontrola rychlosti v daném úseku.

### Kontrola rychlosti před traťovým omezením rychlosti

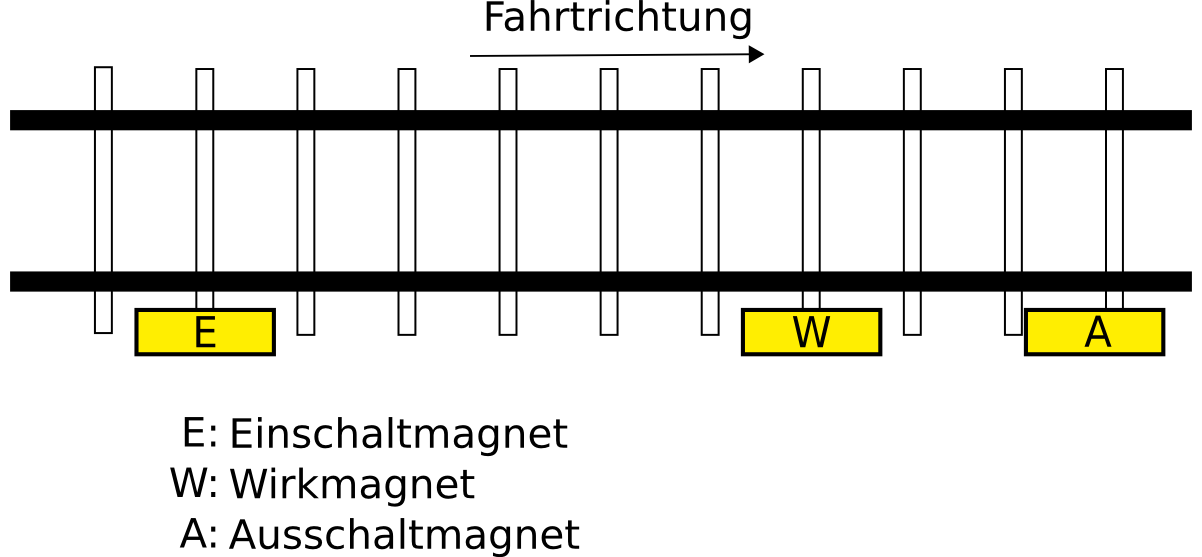
Náčrtek uspořádání pro kontrolu rychlosti:
E – spínací magnet
W – účinný (1000 nebo 2000 Hz) magnet
A – vypínací magnet

Kontrola rychlosti se používá především v rozsahu vyšších rychlostí. Projíždějící vlak prostřednictvím snímače (magnetu, na kterém se indukuje napětí při průjezdu vysílače Indusi na vozidle) spustí časový spínač, který po nastaveném čase zkratuje 2000 Hz magnet, který se nachází v určité vzdálenosti od tohoto spínače. Pokud vlak přijede nad magnet dříve, spustí se nouzové brzdění.

### Kontrola rychlosti za návěstidlem s omezující návěstí
Kontrolní úsek se nachází za návěstidlem. Princip je stejný, pouze místo 2000 Hz magnetu je použit 1000 Hz. Pokud dojde k překročení rychlosti, musí strojvedoucí zpomalit podle brzdné křivky. Pokud neobslouží tlačítko bdělosti, je vlak samočinně zabrzděn.

## Předpisy
V Německu musí být všechny tratě pro rychlost nad 100 km/h vybaveny traťovou částí vlakového zabezpečovače. Bodový zabezpečovač je přípustný do rychlosti 160 km/h. Tratě pro vyšší rychlosti musí být vybaveny liniovým zabezpečovacím zařízením nebo ETCS úrovně 2. 
Vozidla pro rychlost vyšší než 100 km/h musí být taktéž vybavena vlakovým zabezpečovačem. Tím musí být vybavena i vozidla s nižší konstrukční rychlostí, pokud jezdí převážně po tratích vybavených vlakovým zabezpečovačem, s výjimkou malých lokomotiv. Pokud selže vozidlová část, může jet vozidlo maximální rychlostí 100 km/h. 